# Melchor López (compositeur)
Melchor López Jiménez ou Melchor López Ximénez (Hueva (Guadalajara), 19 janvier 1759 - Saint-Jacques-de-Compostelle (La Corogne), 19 août 1822) est un compositeur espagnol, maître de chapelle et spécialisé dans la musique sacrée.

## Biographie
Melchor López Ximénez, est le fils de Gregorio-Antonio López et de María Teresa Ximénez, de Hueva, Alcarria de Guadalajara. À neuf ans, il est envoyé à Madrid avec son oncle paternel, où il passe son enfance et sa jeunesse. Jusqu'en 1784, il étudie la musique au Colegio de Niños Cantorcitos de la chapelle royale, avec des professeurs tels que l'organiste de la chapelle royale, José Lidón (en).
Depuis 1781, il opte pour le poste de maître de chapelle de cathédrales espagnoles telles que Plasencia, Ávila, Burgo de Osma et enfin Saint-Jacques-de-Compostelle. Le 23 mars 1784, il obtient dans cette dernière le poste de maître de chapelle, succédant au défunt maître italien Buono Chiodi, avec la dignité d'un chanoine. Il y reste près de quarante ans consacrés à l’enseignement des enfants de chorale, à la composition de musique pour le culte à la cathédrale et à la direction de la chapelle et de l’orchestre pendant les célébrations.
En 1794, à la mort de son père, il se rend à Madrid. Son séjour dans la capitale du royaume est très important pour l'avenir du reste de son travail. Il s'imprègne de classicisme européen à partir du milieu du XVIIIe siècle, très différent de sa formation de baroque. Son style prend des influences de Haydn, Mozart et autres, comme en témoigne son Requiem Mass de 1799, son chef-d'œuvre, qui est établi comme étant fixé pour les funérailles des chanoines et des rois à Saint-Jacques de Compostelle. Pour ce travail Melchor a mis la devise Beati mortui qui in domino moriuntur.
La majeure partie de son abondante production musicale est conservée à la cathédrale de Saint-Jacques-de-Compostelle : 18 volumes reliés avec 931 partitions de messes, lamentations, motets, répons, cantiques, etc. Le volume des messes est dans la cathédrale de Lugo. La cathédrale de Tui et celle de Mondoñedo conservent également des copies des travaux de Melchor.
Il meurt à Saint-Jacques-de-Compostelle le 19 août 1822 et est enterré dans le cloître de la cathédrale.

## Discographie sélective
- 1798 : Misa solemne « Unus Deus » (Messe solennelle)[3].
- 1799 : Misa de requiem[4].
- La música en la catedral de Santiago (primera y segunda parte) (Musique dans la cathédrale de Saint-Jacques de Compostelle, première et deuxième partie).
- Iubilate Deo : motet pour contralto et orchestre.
- Oratorio del Santísimo Sacramento
- Vilancicos galegos da Catedral de Santiago (Chants de Noël de la cathédrale de Saint-Jacques de Compostelle)